# Porosalmijärvet (Gällivare socken, Lappland, 748836-174251)
Porosalmijärvet är en sjö i Gällivare kommun i Lappland och ingår i Kalixälvens huvudavrinningsområde.